# Renault NF

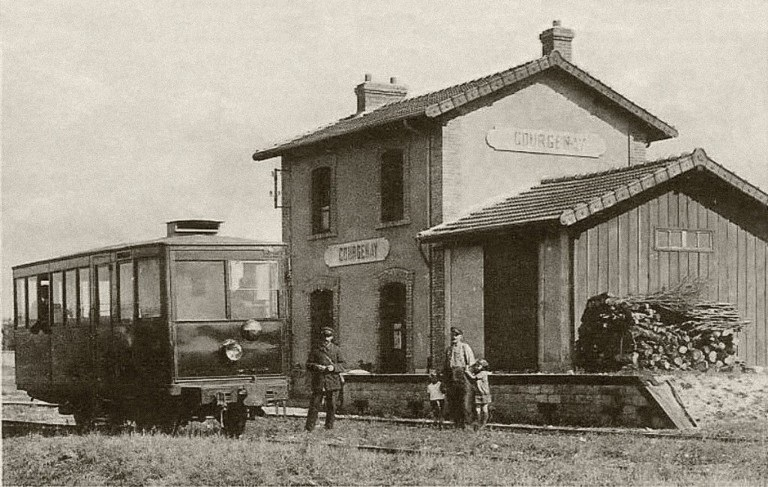
Benzinmechanischer Triebwagen Renault Typ NF der CFY in Courgenay

Die Renault Typ NF sind kleine zweiachsige benzinmechanische Einrichtungs-Triebwagen (Autorail), die im Jahr 1924 bestellt und 1925 ausgeliefert wurden. Sie sind eine Weiterentwicklung des Renault Typ KA aus dem Jahr 1922. Sie hatten gegenüber dem Typ KA einen auf 3,6 Meter reduzierten Achsstand und sollten damit  auf den bestehenden Drehscheiben noch gewendet werden können.

## Geschichte
Die beiden unter der Typenbezeichnung NF gelieferten meterspurigen Triebwagen hatten ein Personenabteil für 24 Personen in Vis-à-vis-Bestuhlung mit 2+2-Sitzanordnung. Das Abteil wurde über eine geschlossene Plattform erreicht, die sich zwischen dem einzigen Führerstand und dem Abteil befand. Ein Benzinmotor mit einer Leistung von 45 PS, angeordnet in der Art und Weise, wie dies von Frontlenker-Autobussen bekannt ist, trieb über ein mechanisches Getriebe und Kardanwellen die hintere Achse an. Damit erreichte der 7,3 Tonnen schwere Triebwagen eine Höchstgeschwindigkeit von 45 km/h.
Einer der beiden Triebwagen wurde mit der Nummer 1 an die Überlandstraßenbahn Pontarlier–Mouthe, französisch Tramway Pontarlier–Mouthe (PM), der späteren Doubs-Bahn, französisch Chemins de Fer du Doubs (CFD), geliefert. Er besaß in Nischen zurückversetzte Einstiegstüren für die Reisenden. Er erhielt 1932 einen neuen, stärkeren Benzinmotor von Panhard sowie einen neuen Wagenkasten von den Etablissements Langutt und bildete dann zusammen mit einem ähnlich konzipierten Personenwagen einen Triebzug, der gleichzeitig – ebenfalls von den Etablissements Langutt – dazu passend auf einem Untergestell von De Dion-Bouton aufgebaut wurde. Der Triebwagen hatte die Bezeichnung AM 2, der Beiwagen die Bezeichnung RM 2. Anfang der 1940er Jahre wurde der Triebwagen außer Betrieb gesetzt. Der Personenwagen verkehrte dann noch einige Jahre als R 2.
Der andere Triebwagen wurde ursprünglich an die Chemins de Fer d’Intérêt Local de l’Yonne (CFY) mit der Nummer 2 geliefert, die mit ihren Strecken Saint-Maurice-aux-Riches-Hommes–Sens-Ville, –Villeneuve-l’Archevêque und –Nogent-sur-Seine nach kurzer Zeit in die Chemins de Fer Départementaux (CFD) als Réseau de l’Yonne integriert wurde. Er besaß außenbündige Einstiegstüren für die Reisenden.